# 花屋抄
『花屋抄』（かおくしょう）とは、慶福院花屋玉栄による『源氏物語』の注釈書。『源氏花屋抄（げんじかおくしょう）』あるいは『源氏物語花屋抄（げんじものがたりかおくしょう）』とも呼ばれる。

## 概要
書写年紀により1594年（文禄3年）7月の成立とされている。『源氏物語』の注釈の歴史の中では珍しい女性による注釈書であって花屋玉栄による69歳のときの著作。本書は全部で4巻4冊から構成されており、写本によってはそれぞれの巻に「春の巻」・「夏の巻」・「秋の巻」・「冬の巻」と題されているものもある。「愚案なれば名付けて『花屋抄』という也」とする跋文の記述から『花屋抄』という書名は著者自身による命名と考えられ、この書名から慶福院花屋玉栄との関連を指摘されてきたが、かつては無名の人物が身分が高い当時の著名人である花屋玉栄に仮託したものであり、真実の著者は不明であるとされてきた。しかしながら、名古屋市蓬左文庫蔵本にある署名と書写年紀から花屋玉栄が1594年（文禄3年）7月に書写したことが明らかになったため現在では本書は花屋玉栄の著書であると考えられるようになっている。

## 著者・慶福院花屋玉栄
本書の著者とされる慶福院花屋玉栄は、近衛稙家の娘である。近衛稙家は『紹巴抄』の著者里村紹巴などの『源氏物語』についてのさまざまな著作を持つ人物たちと交流があり、また現在代表的な青表紙本系統の写本としてさまざまな校本の底本に採用されている大島本として知られている写本の桐壺巻を書写した聖護院第25代門跡である道増は玉栄の叔父にあたり、夢浮橋巻を書写した大僧正法務准三后道澄は玉栄の兄弟にあたるなど、玉栄は『源氏物語』について深い知識を獲得しうる環境にあったと見られる。花屋玉栄には、本書の他に本書と同様に『源氏物語』について語釈や巻名の由来などを内容としているが啓蒙書的性格のより強い初心者向けの注釈書である1602年（慶長7年）4月の成立とされる『玉栄集』なる書物も存在する。
当時の最高権力者である豊臣秀吉は、晩年になってから『源氏物語』に興味を示していたが、同人が『源氏物語』を学ぶのに使用したらしい秀吉自筆書写本『源氏物語のおこり』（阿波蜂須賀家旧蔵・現専修大学図書館蔵本）も花屋玉栄が北政所おねねの侍女「ちやあ」（秀吉の側室であったいわゆる「淀君＝お茶々」とは別人で玉栄の姪にあたる古市胤子のこと）に贈った源氏物語古系図を元にその冒頭か末尾にあった『源氏物語のおこり』の部分を秀吉が書写したもので、かつ完成した秀吉自筆書写本には花屋玉栄が改めて奥書を書き加えている。こうした状況から考えて、秀吉は花屋玉栄から『源氏物語』について継続的な指導を受けていたのではないかとも考えられている。このような出来事は、花屋玉栄の『源氏物語』についての見識が当時から高く認められていたことに加えて、豊臣秀吉が豊臣姓を名乗る前には花屋玉栄の弟である近衛前久の猶子となって藤原姓を名乗っていた時期があるなど、近衛家が五摂家の中でも豊臣家とは最も近い関係にあることの反映であるとも見られる。

## 内容
本書は語釈を主体とした内容であり、「幼き人、女たちばかりなり」のために著したとして初心者向けの平易な内容となっている。初心者向けを意識して書かれた『源氏物語』の注釈書としては、本書以前にも一条兼良による『源氏和秘抄』といったものがあるが、『源氏和秘抄』は同書によって基本的なことを学んだ後は本格的な注釈書に進むことを前提にしていたのに対して、この『花屋抄』では「本書を読むだけで『源氏物語』を理解できる」ことを目的としている。そのため、『源氏和秘抄』の内容はあくまで簡単な語釈にとどまっていたのに比べ、この『花屋抄』では時に本文間の異同にまで言及している。『紫明抄』・『河海抄』・『花鳥余情』といった注釈書を賞賛する一方で、それ以後主流となった三条西家系統の流れをくむ数多くの注釈書を「当たり前のことまで一々注釈を加えている」「自分の学識をひけらかすだけのもの」などと批判している。

## 写本
本書は写本のみで伝存しており、以下のような写本の存在が確認されている。
- 内閣文庫蔵本
- 筑波大学蔵本
- 京都大学蔵本
- ノートルダム清心女子大学蔵本（黒川文庫本）
- 名古屋市蓬左文庫蔵本
- 彰考館文庫蔵本
- 鹿島鍋島家旧蔵中川文庫蔵本
- 関西大学蔵本

## 本文
- 吉沢義則編「花屋抄」『未刊国文古註釈大系 第11冊』帝国教育会出版部、1936年（昭和11年） 複製　清文堂出版、1969年（昭和44年）、pp. 385-448。
- 正宗文庫国文学研究資料館・ノートルダム清心女子大学編集『花屋抄 (正宗敦夫収集善本叢書第1期) 』武蔵野書院、2010年（平成22年）10月。 ISBN 978-4-8386-0246-9